# 謝琯樵

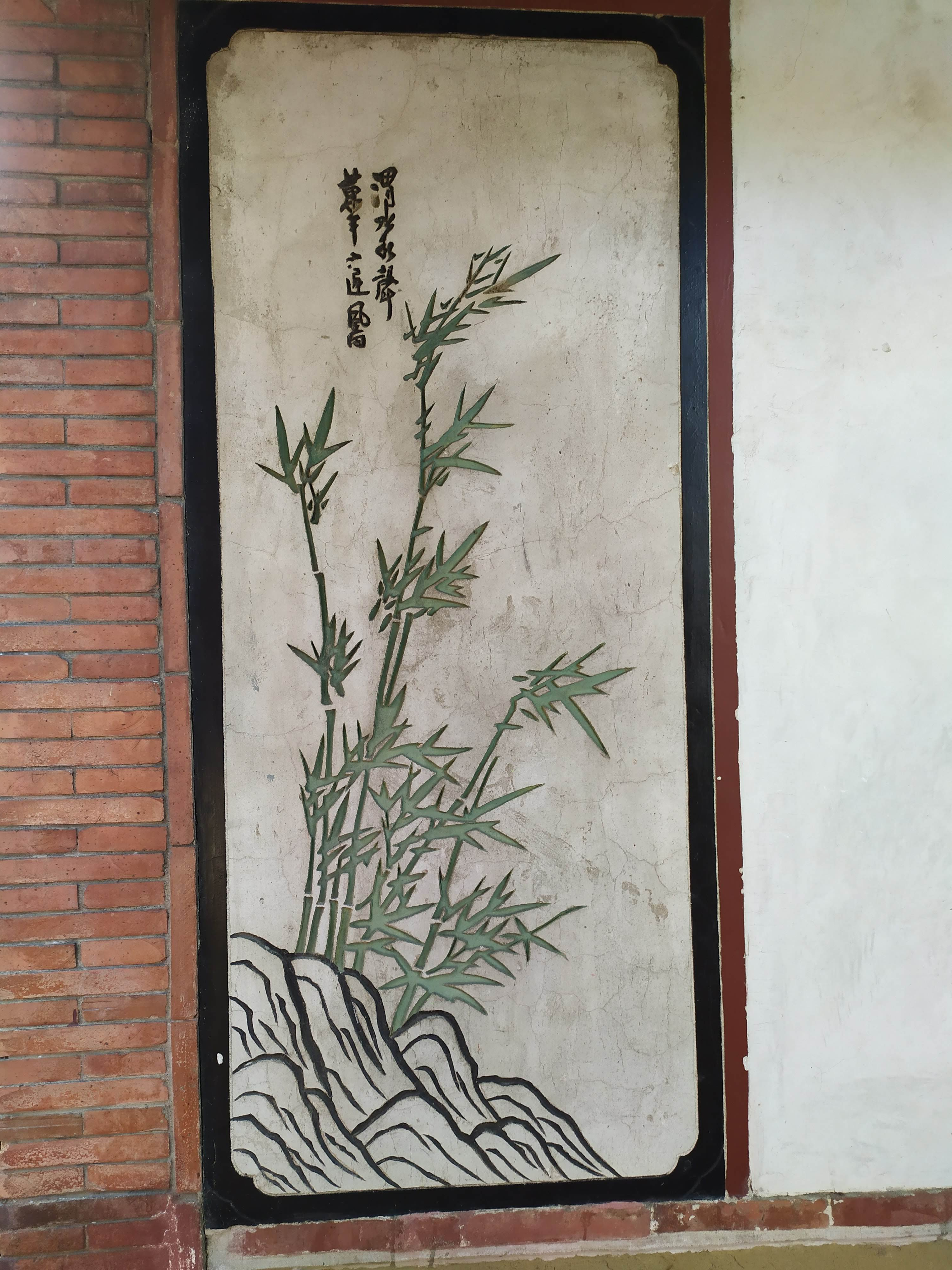
謝琯樵竹畫，現存於林本源園邸。

謝琯樵（1811年3月29日—1864年12月1日）。字穎蘇，號懶雲，福建詔安人。清代藝術家，來臺游宦。與呂世宜 、葉化成皆曾受聘於台北板橋林本源家， 故有「林家三先生」之合稱。

## 生平
謝琯樵出生於嘉慶十六年農曆三月六日辰時:62（1811年3月29日），父親谢声鹤為一位經詞學家，曾任福建仙遊、清流等縣訓導，著有《雪谿詩鈔》；姊姊謝芸史為女詩人，有《詠雪齋詩鈔》傳世。:146謝琯樵喜談兵法，又善寫詩文、精於書畫，九歲便展現對繪畫的天賦，三年閱覽群經。咸豐四年（1854年），受聘福建按察使徐宗幹，入主幕府。:44
咸豐七年（1857年），謝琯樵應臺灣兵備道裕鐸的邀請，成為道署東廳的書記，協助文案相關工作。:45隔年（1858年），孔昭慈接任裕鐸兵備道的職位後，謝琯樵便辭職前去台南，於海東書院講學。後來，謝琯樵受聘為板橋林家的老師，又遷艋舺。再受臺中霧峰林家林文察邀請，成為其幕僚，前後在臺約四年。:146
林文察收到徵召後，謝琯樵隨其前往中國大陸，與太平軍戰於福建萬松關。某日謝琯樵在用餐時，聽聞林文察被太平軍包圍之消息，便把筷子丟到一旁，前去赴援，最後亦戰死。:149十一月三日（1864年12月1日）殉難。:19

## 作品風格
謝琯樵擅長書畫，書法從顏真卿、米芾風格而出，以行草尤為突出，筆畫圓潤而秀勁。:1230而繪畫多以梅蘭竹菊、花鳥為創作題材，尤擅於畫竹，兼山水、人物畫。其蘭竹、花鳥的作品風格多受華喦、鄭板橋、徐渭等人影響；而山水則略近於唐寅和周臣等人之勾斫筆法。:282在台灣的活動時間不長卻影響普遍，後代書畫家如李學樵、陳奕樵等皆受其畫風影響。:206-207日治時期的日本漢學家尾崎秀真曾稱謝琯樵為「清朝中葉以後長江第一鉅腕」， 肯定其詩文書畫的成就。:16-26

## 傳記與參考資料
- 謝忠恆，《謝琯樵〈石芝圃八十壽屏〉》，臺南市:臺南市政府，2014年5月出版。

## 外部連結
- 謝琯樵 （页面存档备份，存于），臺灣大百科全書。